# آلبی ساچز
آلبی ساچز (انگلیسی: Albie Sachs؛ زادهٔ ۳۰ ژانویهٔ ۱۹۳۵) قاضی، پدیدآور، وکیل، استاد دانشگاه، و نویسنده اهل آفریقای جنوبی است.
وی همچنین برندهٔ جوایزی همچون جایزه تانگ شده‌است.